# Elezione del Presidente della Repubblica Italiana del 2013
L'elezione del Presidente della Repubblica Italiana del 2013 si svolse tra il 18 e il 20 aprile.
Il presidente uscente è Giorgio Napolitano, che viene rieletto al VI scrutinio.

## Contesto

Risultati sesto scrutinio per l'elezione del presidente della Repubblica del 2013

In vista della scadenza del mandato di Giorgio Napolitano, tra alcune forze politiche (PD, PdL, Lega Nord, Scelta Civica e UdC) nasce l'ipotesi di una sua rielezione, anche per mantenere un punto fisso nella politica italiana molto apprezzato dai cittadini e all'estero in un periodo politico turbolento. Ma lo stesso Napolitano, a più riprese, ribadisce la non disponibilità al rinnovo del mandato, sia per ragioni anagrafiche, sia perché ritiene che un secondo settennato mal si confà alle caratteristiche proprie della forma repubblicana dello Stato italiano, secondo quanto affermato a suo tempo anche dal suo predecessore Carlo Azeglio Ciampi.
Il Movimento 5 Stelle conduce delle votazioni online tra i propri iscritti, battezzate quirinarie, per individuare un candidato da proporre in sede di votazione. La persona scelta è la giornalista Milena Gabanelli, ma dopo la rinuncia di quest'ultima e del secondo più votato, Gino Strada, i parlamentari del M5S convergono sul nome del terzo classificato, il giurista Stefano Rodotà, che viene proposto dai grillini come candidato comune con il PD.
Il 17 aprile, nel corso di un'assemblea molto contestata, i parlamentari e i delegati regionali del PD decidono a maggioranza di votare l'ex presidente del Senato Franco Marini, sul quale era stato raggiunto un accordo trasversale con PdL e SC per la prima votazione con quorum più alto. Il nome di Marini era stato proposto dal segretario PD Pier Luigi Bersani al presidente del PdL Silvio Berlusconi in una rosa che comprendeva anche l'ex presidente del Consiglio Giuliano Amato e il giudice costituzionale Sergio Mattarella. La scelta di Marini determina il dissenso esplicito dei grandi elettori vicini a Matteo Renzi, molti dei quali alla prima e alla seconda votazione decidono di votare l'ex sindaco di Torino Sergio Chiamparino, e di altri che scelgono di sostenere la candidatura di Rodotà. La designazione di Marini viene duramente contestata anche da parte dei grandi elettori di SEL, tanto da indurli ad abbandonare l'assemblea del PD, alla quale partecipavano in virtù dell'alleanza elettorale nella coalizione Italia. Bene Comune, per ufficializzare poi la convergenza sul nome di Rodotà.
La Lega Nord, che aveva inizialmente lanciato la candidatura di Manuela Dal Lago, decide in seguito di votare Franco Marini, insieme anche a PdL, Fratelli d'Italia, UdC e parte di Scelta Civica.
La prima votazione non attribuisce alla candidatura di Marini i risultati sperati, anche se i voti ottenuti (521) sarebbero stati sufficienti a garantirne l'elezione dal quarto scrutinio e superano di gran lunga quelli poi ottenuti da Prodi. I voti ottenuti da Marini sono anche più di quelli ottenuti in passato da tre presidenti eletti (Einaudi, Segni e Leone) e di poco inferiori a quelli ottenuti nel 2006 da Napolitano. Nonostante ciò, la candidatura di Marini viene ritirata. 
Alla seconda tornata il PD, il PdL e la Lega Nord indicano di votare scheda bianca, scelta che nel PD non viene condivisa né dall'ala renziana né dall'ala più a sinistra. Fratelli d'Italia, invece, sceglie di votare il colonnello Sergio De Caprio detto Capitano Ultimo. Alla terza votazione anche Scelta Civica indica di votare scheda bianca.
Dalla quarta votazione è richiesta la sola maggioranza assoluta dei componenti dell'assemblea. PD e SEL lanciano pertanto la candidatura di Romano Prodi, osteggiata da tutto il centrodestra che decide di non partecipare alla votazione. La candidatura non viene condivisa neanche dal Movimento 5 Stelle, che continua a votare Rodotà, e dai montiani, che propongono invece la candidatura del Ministro dell'interno Anna Maria Cancellieri. Prodi raggiunge alla quarta votazione solo 395 voti, evidenziando così la presenza di almeno 101 franchi tiratori all'interno dell'alleanza di centrosinistra; peraltro, se anche i 101 voti fossero andati a Prodi, i 496 consensi non sarebbero stati sufficienti a determinarne l'elezione, visto che il quorum era fissato a 504 voti. Prendendo atto della disfatta, la sera del 19 aprile Prodi ritira la propria disponibilità, mentre Rosy Bindi si dimette da presidente del PD e Pier Luigi Bersani annuncia le dimissioni dall'incarico di segretario. Alla quinta votazione, PD e Scelta Civica annunciano di votare scheda bianca mentre Il Popolo della Libertà e la Lega Nord decidono ancora di non prendervi parte; il Movimento 5 Stelle conferma la candidatura di Rodotà, su cui tornano a confluire i voti di SEL.
Nella mattinata del 20 aprile Monti, Bersani, Berlusconi e alcuni delegati regionali (tra cui i leghisti Maroni, Cota e Zaia) incontrano separatamente il presidente della Repubblica Napolitano per analizzare l'incerta situazione creatasi e trovare una soluzione intermedia a tal proposito. Nei rispettivi incontri da parte dei vari interlocutori viene espressa la convinzione che «nella grave situazione venutasi a determinare col succedersi delle votazioni per l'elezione del nuovo capo dello Stato, sia altamente necessario e urgente che il Parlamento in seduta comune possa dar luogo a una manifestazione di unità e coesione nazionale attraverso la rielezione dello stesso Napolitano». Viene pertanto richiesta, da un ampio schieramento parlamentare, la disponibilità di Napolitano a essere rieletto alla presidenza della Repubblica. Il presidente uscente decide di accettare la ricandidatura e viene pertanto eletto al sesto scrutinio ricevendo consensi da parte di tutta l'assemblea con le eccezioni di Movimento 5 Stelle e SEL, che mantengono la candidatura di Rodotà, e di Fratelli d'Italia, che conferma la propria preferenza a De Caprio. Napolitano, con 738 voti, diventa così il primo presidente della Repubblica ad essere eletto per un secondo mandato.

## L'assemblea elettrice

### Convocazione dell'assemblea
Nei primi giorni di aprile il presidente Napolitano invita la presidente della Camera Laura Boldrini ad iniziare i lavori per la preparazione dell'elezione del suo successore, secondo anche quanto emerge da un comunicato del Quirinale:
Per i delegati Friuli-Venezia Giulia il cui Consiglio regionale è in corso di rinnovo, come avvenuto in altre analoghe occasioni, il Consiglio uscente provvede alle opportune designazioni.

### Composizione dell'assemblea

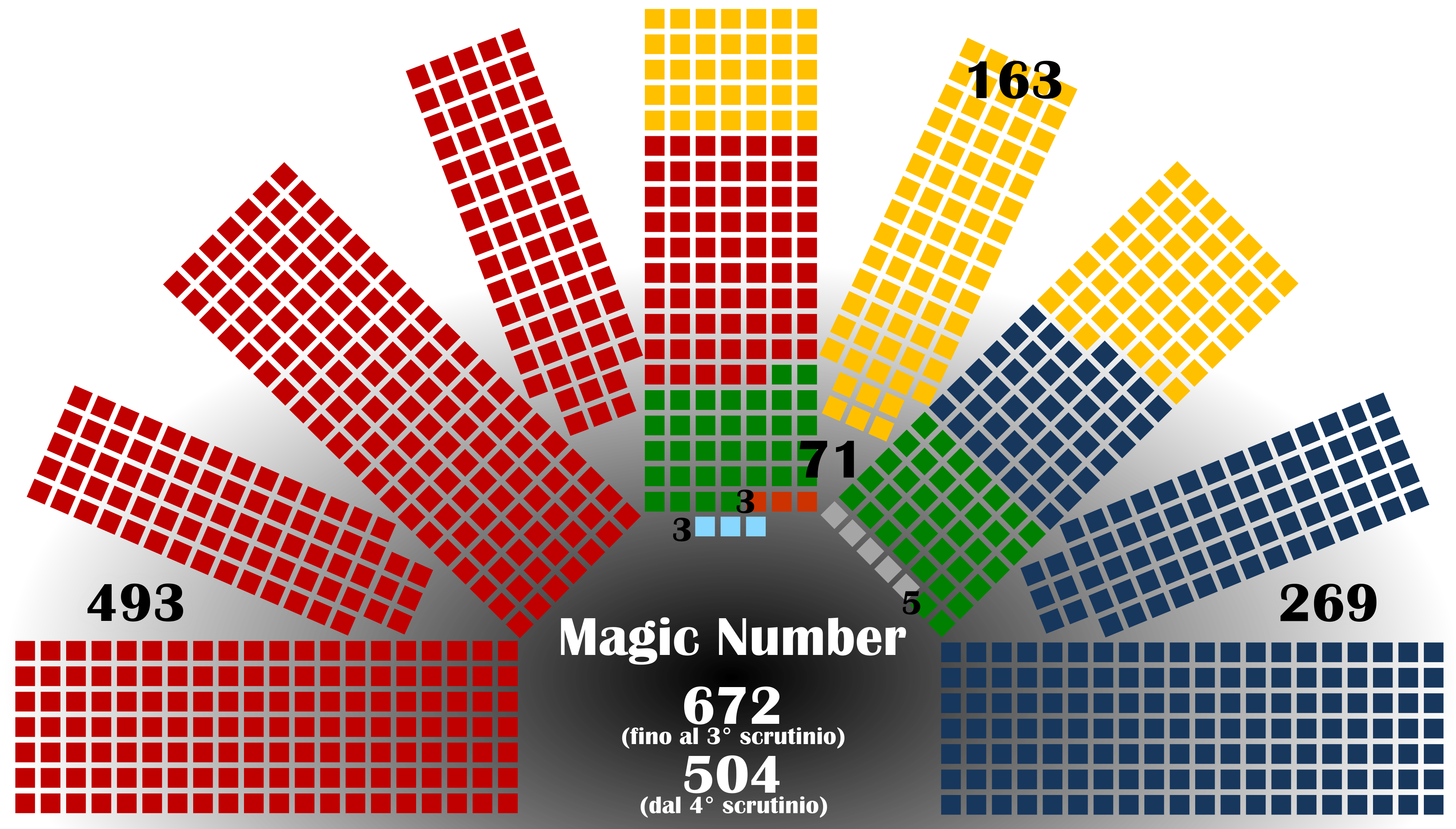
Composizione dell'Assemblea elettrice del XII presidente della Repubblica Italiana:
Centrosinistra
Centrodestra
Movimento 5 Stelle
Centro
MAIE
Vallée d'Aoste
Non iscritti

Oltre ai 630 deputati, i 315 senatori eletti e i 4 senatori a vita, partecipano all'elezione del presidente della Repubblica anche 58 rappresentanti delle regioni.
|                                           | Partito                                    | Deputati | Senatori | Delegati regionali | Totale |
| ----------------------------------------- | ------------------------------------------ | -------- | -------- | ------------------ | ------ |
| Centrosinistra                            | 345                                        | 120      | 28       | 493                |        |
|                                           | Partito Democratico                        | 293      | 106      | 24                 | 423    |
|                                           | Sinistra Ecologia Libertà                  | 36       | 7        | 1                  | 44     |
|                                           | Südtiroler Volkspartei                     | 5        | 3        | 1                  | 9      |
|                                           | Partito Socialista Italiano                | 4        | 2        | 0                  | 6      |
|                                           | Centro Democratico                         | 5        | 0        | 0                  | 5      |
|                                           | Il Megafono - Lista Crocetta               | 0        | 1        | 1                  | 2      |
|                                           | Alleanza per l'Italia                      | 1        | 0        | 0                  | 1      |
|                                           | Partito dei Comunisti Italiani             | 0        | 0        | 1                  | 1      |
|                                           | Verdi del Sudtirolo                        | 1        | 0        | 0                  | 1      |
|                                           | Partito Autonomista Trentino Tirolese      | 0        | 1        | 0                  | 1      |
| Centrodestra                              | 125                                        | 117      | 27       | 269                |        |
|                                           | Il Popolo della Libertà                    | 97       | 91       | 23                 | 211    |
|                                           | Lega Nord                                  | 18       | 16       | 4                  | 38     |
|                                           | Fratelli d'Italia - Centrodestra Nazionale | 9        | 0        | 0                  | 9      |
|                                           | Grandi Autonomie e Libertà                 | 0        | 5        | 0                  | 5      |
|                                           | Grande Sud                                 | 0        | 3        | 0                  | 3      |
|                                           | Movimento per le Autonomie                 | 1        | 2        | 0                  | 3      |
| Movimento 5 Stelle                        | 109                                        | 54       | 0        | 163                |        |
| Centro                                    | 47                                         | 22       | 2        | 71                 |        |
|                                           | Scelta Civica                              | 38       | 17       | 0                  | 55     |
|                                           | Unione di Centro                           | 8        | 2        | 2                  | 12     |
|                                           | Futuro e Libertà per l'Italia              | 1        | 2        | 0                  | 3      |
|                                           | Unione per il Trentino                     | 0        | 1        | 0                  | 1      |
| Movimento Associativo Italiani all'Estero | 3                                          | 0        | 0        | 3                  |        |
| Vallée d'Aoste                            | 1                                          | 1        | 1        | 3                  |        |
|                                           | Stella Alpina                              | 1        | 0        | 0                  | 1      |
|                                           | Union Valdôtaine                           | 0        | 1        | 1                  | 2      |
| Altri                                     | 0                                          | 5        | 0        | 5                  |        |
| Totale Grandi Elettori                    | 630                                        | 319      | 58       | 1007               |        |

     Centrosinistra
     Centrodestra
     Movimento 5 Stelle
     Centro
     MAIE
     Vallée d'Aoste
     Non iscritti

### Delegati regionali
Abruzzo
- Gianni Chiodi (PdL), Presidente della giunta regionale
- Nazario Pagano (PdL), Presidente del Consiglio regionale
- Camillo D'Alessandro (PD), consigliere regionale

Basilicata
- Vito De Filippo (PD), Presidente della giunta regionale
- Vincenzo Santochirico (PD), Presidente del Consiglio regionale
- Paolo Castelluccio (PdL), consigliere regionale

Calabria
- Giuseppe Scopelliti (PdL), Presidente della giunta regionale
- Gianpaolo Chiappetta (PdL), consigliere regionale
- Sandro Principe (PD), consigliere regionale

Campania
- Stefano Caldoro (PdL), Presidente della giunta regionale
- Paolo Romano (PdL), Presidente del Consiglio regionale
- Peppe Russo (PD), consigliere regionale

Emilia-Romagna
- Vasco Errani (PD), Presidente della giunta regionale
- Palma Costi (PD), Presidente del Consiglio regionale
- Enrico Aimi (PdL), Vicepresidente del Consiglio regionale

Friuli-Venezia Giulia
- Maurizio Franz (LN), Presidente del Consiglio regionale
- Luca Ciriani (PdL), Vicepresidente della Giunta regionale
- Franco Bussa (PD), consigliere regionale

Lazio
- Nicola Zingaretti (PD), Presidente della giunta regionale
- Daniele Leodori (PD), Presidente del Consiglio regionale
- Mario Abbruzzese (PdL), consigliere regionale

Liguria
- Claudio Burlando (PD), Presidente della giunta regionale
- Rosario Monteleone (UdC), Presidente del Consiglio regionale
- Luigi Morgillo (PdL), Vicepresidente del Consiglio regionale

Lombardia
- Roberto Maroni (LN), Presidente della giunta regionale
- Raffaele Cattaneo (PdL), Presidente del Consiglio regionale
- Umberto Ambrosoli (PD), consigliere regionale

Marche
- Gian Mario Spacca (PD), Presidente della giunta regionale
- Vittoriano Solazzi (PD), Presidente del Consiglio regionale
- Giacomo Bugaro (PdL), Vicepresidente del Consiglio regionale

Molise
- Salvatore Ciocca (PdCI), consigliere regionale
- Francesco Totaro (PD), consigliere regionale
- Angiolina Fusco Perrella (PdL), consigliere regionale

Piemonte
- Roberto Cota (LN), Presidente della giunta regionale
- Luca Pedrale (PdL), consigliere regionale
- Gianni Wilmer Ronzani (PD), consigliere regionale

Puglia
- Onofrio Introna (SEL), Presidente del Consiglio regionale
- Antonio Maniglio (PD), Vicepresidente del Consiglio regionale
- Nino Marmo (PdL), Vicepresidente del Consiglio regionale

Sardegna
- Ugo Cappellacci (PdL), Presidente della giunta regionale
- Claudia Lombardo (PdL), Presidente del Consiglio regionale
- Giampaolo Diana (PD), consigliere regionale

Sicilia
- Rosario Crocetta (IM), Presidente della giunta regionale
- Giovanni Ardizzone (UdC), Presidente dell'Assemblea Regionale
- Francesco Cascio (PdL), consigliere regionale

Toscana
- Enrico Rossi (PD), Presidente della giunta regionale
- Alberto Monaci (PD), Presidente del Consiglio regionale
- Roberto Benedetti (PdL), Vicepresidente del Consiglio regionale

Trentino-Alto Adige
- Alberto Pacher (PD), Presidente della giunta regionale
- Rosa Zelger Thaler (SVP), Presidente del Consiglio regionale
- Pino Morandini (PdL), consigliere regionale

Umbria
- Catiuscia Marini (PD), Presidente della giunta regionale
- Eros Brega (PD), Presidente del Consiglio regionale
- Massimo Mantovani (PdL), consigliere regionale

Valle d'Aosta
- Augusto Rollandin (UV), Presidente della giunta regionale

Veneto
- Luca Zaia (LN), Presidente della giunta regionale
- Clodovaldo Ruffato (PdL), Presidente del Consiglio regionale
- Franco Bonfante (PD), Vicepresidente del Consiglio regionale

## Elezione

### Preferenze per Giorgio Napolitano
| Scrutinio | Voti | Percentuale |
| --------- | ---- | ----------- |
| I         | 10   | 1%          |
| II        | 4    | 0,4%        |
| III       | 12   | 1,2%        |
| IV        | 2    | 0,2%        |
| V         | 20   | 2%          |
| VI        | 738  | 73,2%       |

### 18 aprile 2013

#### I scrutinio
Per la nomina è richiesta una maggioranza dei due terzi dei 1007 membri dell'Assemblea.
| Dati votazione | Dati votazione         |     | Nome               | Nome | Voti |
| -------------- | ---------------------- | --- | ------------------ | ---- | ---- |
| Presenti       | 999                    |     | Franco Marini      | 521  |      |
| Votanti        | 999                    |     | Stefano Rodotà     | 240  |      |
| Astenuti       | 0                      |     | Sergio Chiamparino | 41   |      |
| Maggioranza    | 672                    |     | Romano Prodi       | 14   |      |
|                |                        |     | Emma Bonino        | 13   |      |
|                | Massimo D'Alema        | 12  |                    |      |      |
|                | Giorgio Napolitano     | 10  |                    |      |      |
|                | Anna Finocchiaro       | 7   |                    |      |      |
|                | Anna Maria Cancellieri | 2   |                    |      |      |
|                | Mario Monti            | 2   |                    |      |      |
|                | Voti dispersi          | 18  |                    |      |      |
|                | Schede bianche         | 104 |                    |      |      |
|                | Schede nulle           | 15  |                    |      |      |

Poiché nessun candidato ha raggiunto il quorum richiesto, si procede ad un secondo scrutinio.
Tra i voti dispersi: Margherita Hack, Veronica Lario, Santo Versace, Pietro Grasso, Claudio Magris, Gustavo Zagrebelsky, Milena Gabanelli, Paolo Bolognesi, Claudio Sabelli Fioretti, Umberto Ranieri, Mario Segni, Franco Cardini, Augusto Antonio Barbera, Pier Luigi Bersani, Marcello Pera. Un voto per Valeria Marini, Mara Carfagna e Giulio Napolitano, non eleggibili per non aver ancora compiuto il 50º anno di età e i cui voti vengono pertanto annoverati fra le schede nulle, nelle quali vengono anche inclusi due voti per Franco Marino, uno per Francesco Marini e uno per Raffaello Mascetti.

#### II scrutinio
Per la nomina è richiesta una maggioranza dei due terzi dei 1007 membri dell'Assemblea.
| Dati votazione | Dati votazione           |     | Nome                 | Nome | Voti |
| -------------- | ------------------------ | --- | -------------------- | ---- | ---- |
| Presenti       | 948                      |     | Stefano Rodotà       | 230  |      |
| Votanti        | 948                      |     | Sergio Chiamparino   | 90   |      |
| Astenuti       | 0                        |     | Massimo D'Alema      | 38   |      |
| Maggioranza    | 672                      |     | Franco Marini        | 15   |      |
|                |                          |     | Alessandra Mussolini | 15   |      |
|                | Romano Prodi             | 13  |                      |      |      |
|                | Emma Bonino              | 10  |                      |      |      |
|                | Sergio De Caprio         | 9   |                      |      |      |
|                | Cosimo Sibilia           | 7   |                      |      |      |
|                | Rosy Bindi               | 6   |                      |      |      |
|                | Paola Severino           | 5   |                      |      |      |
|                | Silvio Berlusconi        | 4   |                      |      |      |
|                | Pier Luigi Bersani       | 4   |                      |      |      |
|                | Anna Finocchiaro         | 4   |                      |      |      |
|                | Giorgio Napolitano       | 4   |                      |      |      |
|                | Ricardo Antonio Merlo    | 3   |                      |      |      |
|                | Pierluigi Castagnetti    | 2   |                      |      |      |
|                | Michele Cucuzza          | 2   |                      |      |      |
|                | Arnaldo Forlani          | 2   |                      |      |      |
|                | Pietro Grasso            | 2   |                      |      |      |
|                | Grazia Maniscalco        | 2   |                      |      |      |
|                | Antonio Palmieri         | 2   |                      |      |      |
|                | Claudio Sabelli Fioretti | 2   |                      |      |      |
|                | Daniela Santanchè        | 2   |                      |      |      |
|                | Santo Versace            | 2   |                      |      |      |
|                | Voti dispersi            | 41  |                      |      |      |
|                | Schede bianche           | 418 |                      |      |      |
|                | Schede nulle             | 14  |                      |      |      |

Poiché nessun candidato ha raggiunto il quorum richiesto, si procede ad un terzo scrutinio.
Tra i voti dispersi: Gianfranco Fini, Fiorello, Sophia Loren, Giovanni Trapattoni, Gianni Rivera, Giuliano Amato, Antonio Martino, Ciriaco De Mita, Pietro Ingrao, Sabino Cassese, Renato Brunetta, Paola Pelino, Giulio Andreotti, Paolo Mieli, Mario Segni, Michele Serra.

### 19 aprile 2013

#### III scrutinio
Per la nomina è richiesta una maggioranza dei due terzi dei 1007 membri dell'Assemblea.
| Dati votazione | Dati votazione           |     | Nome                   | Nome | Voti |
| -------------- | ------------------------ | --- | ---------------------- | ---- | ---- |
| Presenti       | 948                      |     | Stefano Rodotà         | 250  |      |
| Votanti        | 948                      |     | Massimo D'Alema        | 34   |      |
| Astenuti       | 0                        |     | Romano Prodi           | 22   |      |
| Maggioranza    | 672                      |     | Giorgio Napolitano     | 12   |      |
|                |                          |     | Anna Maria Cancellieri | 9    |      |
|                | Claudio Sabelli Fioretti | 8   |                        |      |      |
|                | Sergio De Caprio         | 7   |                        |      |      |
|                | Franco Marini            | 6   |                        |      |      |
|                | Alessandra Mussolini     | 5   |                        |      |      |
|                | Antonio Palmieri         | 5   |                        |      |      |
|                | Emma Bonino              | 4   |                        |      |      |
|                | Sergio Chiamparino       | 4   |                        |      |      |
|                | Ricardo Antonio Merlo    | 4   |                        |      |      |
|                | Ilaria Borletti Buitoni  | 3   |                        |      |      |
|                | Gianroberto Casaleggio   | 3   |                        |      |      |
|                | Fabrizio Cicchitto       | 3   |                        |      |      |
|                | Gherardo Colombo         | 2   |                        |      |      |
|                | Ermanno Leo              | 2   |                        |      |      |
|                | Pierluigi Castagnetti    | 2   |                        |      |      |
|                | Roberto Di Giovan Paolo  | 2   |                        |      |      |
|                | Antonio Martino          | 2   |                        |      |      |
|                | Nicolò Pollari           | 2   |                        |      |      |
|                | Voti dispersi            | 44  |                        |      |      |
|                | Schede bianche           | 465 |                        |      |      |
|                | Schede nulle             | 47  |                        |      |      |

Poiché nessun candidato ha raggiunto il quorum richiesto, si procede ad un quarto scrutinio.
Tra i voti dispersi: Drupi, Fiorello, Francesco Guccini, Miuccia Prada, Sandro Veronesi, Fabrizio Rondolino, Mario Draghi, Giancarlo Antognoni, Antonio Cabrini, Claudio Martelli, Maurizio Lupi, Rosy Bindi, Vannino Chiti, Vincenzo D'Anna, Marcello Pera, Walter Veltroni, Paola Binetti, Silvio Sircana, Ciriaco De Mita, Pietro Ingrao, Santo Versace, Giacomo Caliendo, Paola Severino, Paolo Mieli. Un voto per Angelino Alfano, non eleggibile per non aver ancora compiuto il 50º anno di età e il cui voto viene pertanto annoverato fra le schede nulle.

#### IV scrutinio
Per la nomina è richiesta una maggioranza assoluta dei 1007 membri dell'Assemblea.
| Dati votazione | Dati votazione     |    | Nome                   | Nome | Voti |
| -------------- | ------------------ | -- | ---------------------- | ---- | ---- |
| Presenti       | 732                |    | Romano Prodi           | 395  |      |
| Votanti        | 732                |    | Stefano Rodotà         | 213  |      |
| Astenuti       | 0                  |    | Anna Maria Cancellieri | 78   |      |
| Maggioranza    | 504                |    | Massimo D'Alema        | 15   |      |
|                |                    |    | Franco Marini          | 3    |      |
|                | Giorgio Napolitano | 2  |                        |      |      |
|                | Voti dispersi      | 7  |                        |      |      |
|                | Schede bianche     | 15 |                        |      |      |
|                | Schede nulle       | 4  |                        |      |      |

Poiché nessun candidato ha raggiunto il quorum richiesto, si procede ad un quinto scrutinio.
Voti dispersi: Vittorio Prodi, Giuseppe Fioroni, Emma Bonino, Maurizio Migliavacca, Giulio Andreotti, Walter Veltroni, Ricardo Antonio Merlo. Un voto espresso anche per Massimo Prodi, annoverato fra le schede nulle.

### 20 aprile 2013

#### V scrutinio
Per la nomina è richiesta una maggioranza assoluta dei 1007 membri dell'Assemblea.
| Dati votazione | Dati votazione         |     | Nome               | Nome | Voti |
| -------------- | ---------------------- | --- | ------------------ | ---- | ---- |
| Presenti       | 741                    |     | Stefano Rodotà     | 210  |      |
| Votanti        | 741                    |     | Giorgio Napolitano | 20   |      |
| Astenuti       | 0                      |     | Rosario Monteleone | 15   |      |
| Maggioranza    | 504                    |     | Emma Bonino        | 9    |      |
|                |                        |     | Claudio Zin        | 4    |      |
|                | Anna Maria Cancellieri | 3   |                    |      |      |
|                | Massimo D'Alema        | 2   |                    |      |      |
|                | Franco Marini          | 2   |                    |      |      |
|                | Voti dispersi          | 14  |                    |      |      |
|                | Schede bianche         | 445 |                    |      |      |
|                | Schede nulle           | 17  |                    |      |      |

Poiché nessun candidato ha raggiunto il quorum richiesto, si procede ad un sesto scrutinio.
Tra i voti dispersi: Francesco De Gregori, Pietro Grasso, Giorgetto Giugiaro, Gustav Thöni, Marcello Dell'Utri, Giuseppe De Rita, Luciano Ravasio, Pierluigi Castagnetti, Claudio Magris, Santo Versace, Gianni Pittella, Virgilio Cornetti.

#### VI scrutinio
Per la nomina è richiesta una maggioranza assoluta dei 1007 membri dell'Assemblea.
| Dati votazione | Dati votazione |    | Nome               | Nome | Voti |
| -------------- | -------------- | -- | ------------------ | ---- | ---- |
| Presenti       | 997            |    | Giorgio Napolitano | 738  |      |
| Votanti        | 997            |    | Stefano Rodotà     | 217  |      |
| Astenuti       | 0              |    | Sergio De Caprio   | 8    |      |
| Maggioranza    | 504            |    | Massimo D'Alema    | 4    |      |
|                |                |    | Romano Prodi       | 2    |      |
|                | Voti dispersi  | 6  |                    |      |      |
|                | Schede bianche | 10 |                    |      |      |
|                | Schede nulle   | 12 |                    |      |      |

Risulta eletto: Giorgio Napolitano (2º mandato).
Tra i voti dispersi: Francesco Guccini, Michele Pisacane, Silvio Berlusconi e Renato Schifani.